# Odrihei
Odrihei (węg. Vámosudvarhely) – wieś w Rumunii, w okręgu Marusza, w gminie Coroisânmărtin. W 2011 roku liczyła 502 mieszkańców.